# Claudia Cardinale
Claude Josephine Rose Cardinale Embaixador(a) da boa vontade da UNESCO (Túnis, 15 de abril de 1938) é uma atriz e ícone de cinema tunisino–italiano que estrelou alguns dos filmes europeus mais aclamados das décadas de 1960 e 1970, principalmente italianos ou franceses, mas também em muitos filmes em inglês.
Nascida e criada em La Goulette, um bairro de Tunes, Cardinale venceu o concurso "A Mais Linda Garota Italiana na Tunísia" em 1957, sendo o prêmio uma viagem à Itália, que rapidamente a levou a contratos de filmes, devido principalmente ao envolvimento de Franco Cristaldi, que atuou como mentor por vários anos e depois se casou com ela. Depois de fazer sua estréia em um papel menor com Omar Sharif em Goha (1958), Cardinale se tornou uma das atrizes mais conhecidas na Itália depois de papéis em filmes como Rocco and His Brothers (1960), Girl with a Suitcase (1961), Cartouche (1962), The Leopard (1963) e 8½ de Fellini (1963). Desde 1963, Cardinale tornou-se conhecida nos Estados Unidos e na Grã-Bretanha após seu papel em The Pink Panther, ao lado de David Niven. Por vários anos, ela apareceu em filmes de Hollywood como Blindfold (1965), Lost Command (1966), The Professionals (1966), The Hell with Heroes (1968) e o épico Western de Sergio Leone Once Upon a Time in the West ( 1968), uma produção conjunta EUA-Itália, na qual ela é elogiada por seu papel como ex-prostituta ao lado de Jason Robards, Charles Bronson e Henry Fonda.
Cansada com a indústria cinematográfica de Hollywood e não querendo se tornar um clichê, Cardinale voltou ao cinema italiano e francês e recebeu o prêmio David di Donatello de melhor atriz  por seus papéis em Il giorno della civetta (1968) e como prostituta ao lado de Alberto Sordi em  A Girl in Australia (1971). Em 1974, Cardinale conheceu o diretor Pasquale Squitieri, que se tornaria seu parceiro, e ela costumava aparecer em seus filmes, incluindo I Guappi (1974), Corleone (1978) e Claretta (1984), o último dos quais ganhou o Prêmio Nastro d'Argento de Melhor Atriz. Em 1982, ela estrelou no Fitzcarraldo de Werner Herzog como o interesse amoroso de Klaus Kinski, que levanta os fundos para comprar um navio a vapor no Peru. Em 2010, Cardinale recebeu o prêmio de Melhor Atriz no 47º Festival Internacional de Cinema de Antalya "Golden Orange" por sua atuação como uma idosa italiana que recebe um jovem estudante de intercâmbio turco na Signora Enrica.
Falando sobre causas dos direitos da mulher ao longo dos anos, Cardinale é embaixadora da boa vontade da UNESCO para a Defesa dos Direitos da Mulher desde março de 2000. Em fevereiro de 2011, a Los Angeles Times Magazine nomeou Cardinale entre as 50 mulheres mais bonitas da história do cinema.

## Primeiros anos
Claudia Cardinale nasceu Claude Joséphine Rose Cardinale em La Goulette, um bairro de Tunis, protetorado francês da Tunísia, em 15 de abril de 1938. Sua mãe, Yolande Greco, nasceu na Tunísia e era descendente de de emigrantes sicilianos de Trapani. Seus avós maternos tinham uma pequena empresa de construção naval em Trapani, mas depois se estabeleceram em La Goulette, onde existia uma grande comunidade italiana. Seu pai, Francesco Cardinale, era um ferroviário, nascido em Gela, na Sicília. Suas línguas nativas eram francês, árabe tunisino e a língua siciliana de seus pais. Ela não aprendeu a falar italiano até já ter começado a ser escalada para filmes italianos.
Cardinale foi educada na escola de Saint-Joseph-de-l'Apparition em Cartago, a qual frequentou junto com sua irmã mais nova, Blanche. Ela então estudou na Paul Cambon School, onde se formou com a intenção de se tornar professora. Quando adolescente, ela foi descrita como "silenciosa, esquisita e selvagem" e, como outras garotas de sua geração, ficou fascinada por Brigitte Bardot, que ganhou destaque no filme de 1956 And God Created Woman, dirigido por Roger Vadim.

## Carreira

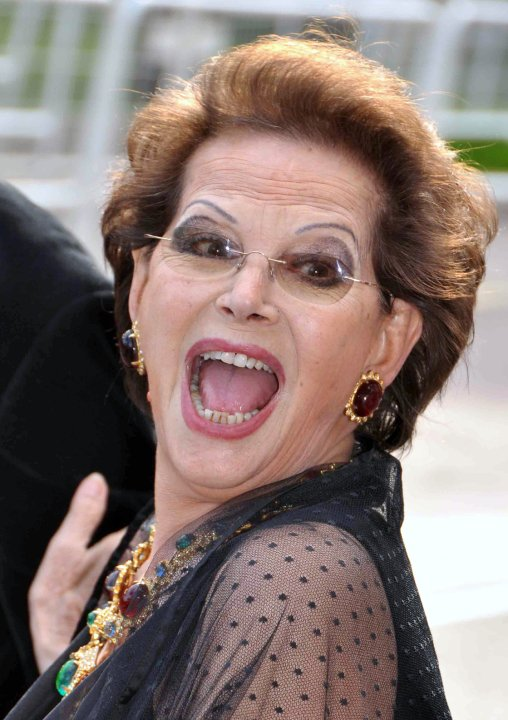
Cardinale no Festival de Cannes de 2010.

Pode-se dizer que ela atuou em mais filmes de qualidade que os seus contemporâneos. Algumas das suas atuações consideradas memoráveis são: em Vagas estrelas da Ursa, de Visconti, onde interpreta uma órfão de pai, morto no  Holocausto, que desenvolve uma relação incestuosa com o irmão. Em La Storia, de Luigi Comencini, com a sua interpretação de uma viúva durante a segunda guerra mundial. Além desses filmes, podemos citar também La ragazza con la valigia de Valerio Zurlini e Libera de Mauro Bolognini. Participou de grandes filmes na Europa, como 8½, O Leopardo, Rocco e seus irmãos. Em 1971 estrelou, ao lado de Brigitte Bardot, o filme As Petroleiras.
A sua carreira no circuito estadunidense de cinema não progrediu devido a sua falta de interesse em deixar a Europa. Os seus filmes em Hollywood incluem A Pantera Cor-de-Rosa (1963), Circus World (1964) e The Hell With Heroes (1968).
Ela permanece ativa no cinema europeu, seus últimos filmes incluem Qui comincia l'avventura (1975), Fitzcarraldo (1982), La Storia (1985) e Un homme amoureux (1987).

## Vida pessoal
Claudia Cardinale conheceu o produtor de cinema italiano Franco Cristaldi em 1958. Segundo Cardinale, o casal teve uma festa de casamento, mas não se casou, e eles se tornaram cada vez mais desapegados. Mais tarde, Cristaldi se casou com Zeudi Araya e não teve mais relações contratuais com Cardinale.
Cardinale viveu com Pasquale Squitieri, diretor de cinema italiano, por 42 anos, de 1975 [carece de fontes?] até Squitieri morrer em 18 de fevereiro de 2017, aos 78 anos.
Cardinale tem dois filhos: Patrick, que nasceu quando ela tinha 19 anos e mais tarde foi adotado por Cristaldi, e Claudia, que ela teve com Squitieri. Cardinale é fluente em árabe, francês, italiano, inglês e espanhol. A sobrinha Francesca também é atriz.
Cardinale é uma liberal que apoiou causas feministas e gays ao longo dos anos. Embora viva em Paris, Cardinale é muito sincera sobre ser identificada como italiana. Ela é embaixadora da boa vontade da UNESCO para a Defesa dos Direitos da Mulher desde março de 2000, e foi embaixadora da boa vontade do Dia Mundial da Água da UNESCO em 2006.
Cardinale publicou uma autobiografia com Anne Mori, Io Claudia, Tu Claudia, em 1995. Ela tem participado regularmente do Oscar. Seus prêmios incluem um Leão de Ouro honorário no Festival de Veneza de 1993 e um Urso de Ouro honorário no Festival de Berlim de 2002. A Los Angeles Times Magazine, em um recurso on-line de fevereiro de 2011, nomeou Cardinale entre as 50 mulheres mais bonitas da história do cinema. Cardinale disse sobre sua atuação: "Nunca sentir escândalo e fé eram necessários para ser atriz. Nunca me revelei nem mesmo meu corpo em filmes. O mistério é muito importante". Em uma entrevista de 2014, ela revelou o segredo do sucesso dela: "Se você quer praticar esse ofício, precisa ter força interior. Caso contrário, perderá a ideia de quem você é. Todo filme que faço implica tornar-se uma mulher diferente. E na frente de uma câmera, nem menos! Mas, quando terminei, sou eu de novo".

## Filmografia

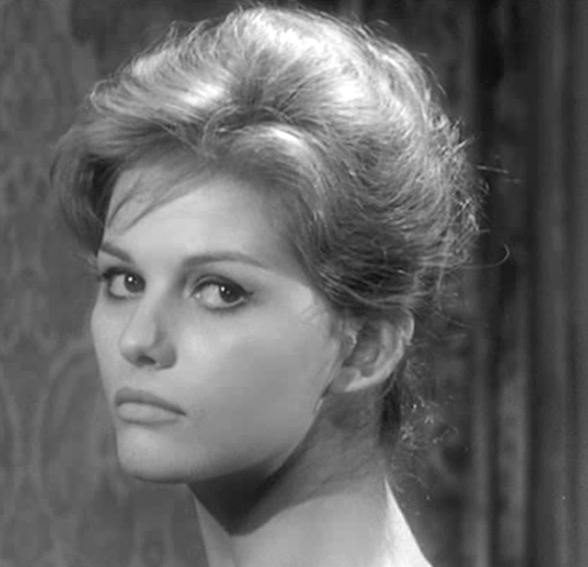
Il bell'Antonio (1960)

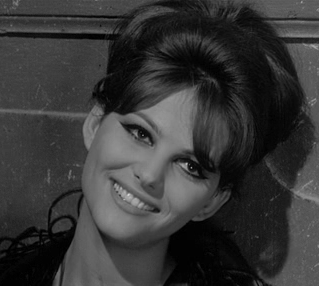
Em 8½, de Federico Fellini (1963)

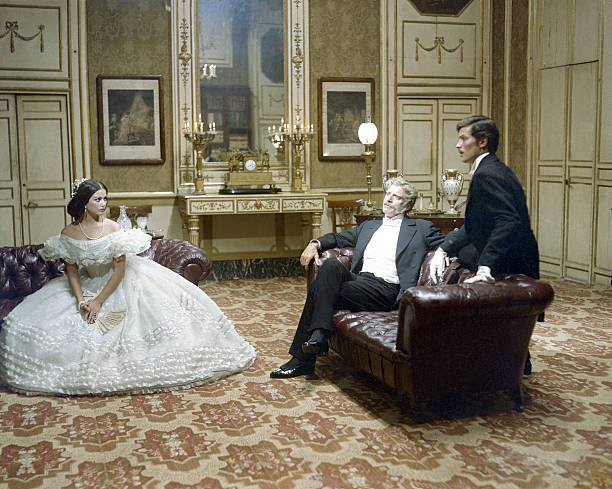
O Leopardo, de Visconti (1963)

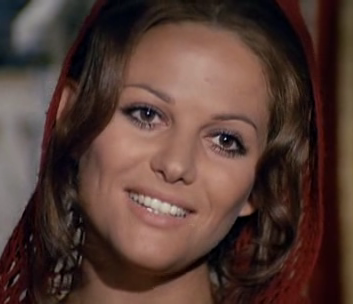
Nell'anno del Signore (1969)

- I soliti ignoti, de Mario Monicelli (1958)
- Vento del sud (1959)
- Tre straniere a Roma (1959)
- Un maledetto imbroglio (1959)
- Il magistrato (1959)
- Su e giù per la scala (1960)
- Audace colpo dei soliti ignoti (1960)
- I delfini (1960)
- Il bell'Antonio, de Mauro Bolognini (1960)
- Napoleone ad Austerlitz (1960)
- Rocco e seus irmãos, de Luchino Visconti (1960)
- La viaccia (1961)
- La ragazza con la valigia (1961)
- Cartouche (1961)
- Senilità (1962)
- La ragazza di Bube (1963)
- 8½, de Federico Fellini (1963)
- O Leopardo, de Luchino Visconti(1963)
- A Pantera Cor-de-rosa, de Blake Edwards (1963)
- Gli indifferenti (1964)
- Circus World (1964)
- Il magnifico cornuto (1964)
- Una rosa per tutti (1965)
- Vaghe stelle dell'Orsa... (1965)
- Le fate (1966)
- L'affare Blindfold (1966)
- I professionisti (1966)
- Né onore né gloria (1966)
- Piano piano, non t'agitare (1967)
- Ruba al prossimo tuo ... (1968)
- I contrabbandieri del cielo (1968)
- Once Upon a Time in the West ou C'era una volta il West, de Sergio Leone (Era uma vez no oeste, 1968)
- Il giorno della civetta (1968)
- Nell'anno del Signore (1969)
- La tenda rossa (1969)
- Certo certissimo ... anzi probabile (1969)
- Le avventure di Gérard (1970)
- Fuori il amlloppo (1970)
- Bello onesto emigrato in Australia sposerebbe compaesana illibata (1971)
- L'udienza (1971)
- Les Pétroleuses (1971)
- Il clan dei marsigliesi (1972)
- Il giorno del furore (1973)
- I guappi (1974)
- Gruppo di famiglia in un interno (1974)
- Libera, amore mio (1975)
- Qui comincia l'avventura (1975)
- A mezzanotte va la ronda del piacere (1975)
- Il comune senso del pudore (1976)
- Goodbye & Amen - L'uomo della CIA (1977)
- Il prefetto di ferro (1977)
- Gesù di Nazareth (1977)
- Corleone (filme) (1978)
- L'arma (1978)
- Amici e nemici (1979)
- Si salvi chi vuole (1980)
- Il regalo (1981)
- Fitzcarraldo, de Werner Herzog (1981)
- La pelle (1981)
- Una cascata d'oro (1983)
- Claretta (1984)
- Enrico IV (2) (1984)
- La donna delle meraviglie (1985)
- Un uomo innamorato (1986)
- Blu elettrico (1988)
- Atto di dolore (1990)
- Il figlio della pantera rosa (1993)
- Nostromo (1996)
- Li chiamarono briganti! (1999)
- Luchino Visconti (1999)
- And now ... ladies and gentlemen (2002)
- Gebo et l'ombre, de Manoel de Oliveira (2012)
- Todos os Caminhos Levam à Roma - All Roads Leads to Rome (2016)